# 新律
新律是东罗马帝国皇帝查士丁尼一世下令，由法学家特里波尼亚努斯主持编纂的民法大全的第四部分，原文以希腊语写成，也有拉丁语版本。新律收集了公元534年之后东罗马帝国新颁布的法律。